# Demeter Bleiweis
Demeter Bleiweis (blájvajs) pl. Trsteniški, slovenski zdravnik, * 3. april 1871, Ljubljana, † 10. januar 1928, Ljubljana.

## Življenje on delo
Medicino je 1897 končal v Gradcu in se tu specializiral iz interne medicine pri profesorju Krausu ter laringologije pri Chiariju na Dunaju (1901) . V letih 1901−1913 je bil mestni zdravnik v Ljubljani, nato 1913-1920 sanitarni inšpektor pri Deželni vladi za Slovenijo in nazadnje šef zdravnik Okrožnega urada za zavarovanje delavcev v Ljubljani. Življenje je končal s samomorom - ustrelil se je s pištolo.
Bleiweis je bil častni član Srpskega lekarskega društva, Zbora liječnika Hrvatske i Slavonije, in član dunajske laringološke družbe, od 1903 je bil tajnik in od 1910 predsednik Društva zdravnikov na Kranjskem. Uveljavil se je kot ftiziolog in borec proti tuberkulozi in alkoholizmu. Z A. Levičnikom je 1907 ustanovil prvi protituberkulozni dispanzer na Slovenskem ter 1904 prvo deželno društvo za pomoč pljučnim bolnikom, kot uslužbenec Deželne vlade pa pomembno vplival na organizacijo zdravstva. V  publikacijah je objavljal internomedicnska vprašanja, zlasti z vidika laringologije in tuberkuloze, pa tudi poljudne sestavke o nalezljivih boleznih ter o socijalno zdravstvenih  in podobnimi vprašanjih.